# Əmirli
Əmirli è un comune dell'Azerbaigian situato nel distretto di Bərdə. Conta una popolazione di 1 762 abitanti.